# تابورا
تابورا یکی از شهرهای کشور تانزانیا و مرکز استان تابورا می‌باشد.
برپایه نتایج سرشماری عمومی نفوس و مسکن که در سال ۲۰۰۲ توسط دولت تانزانیا انجام شد جمعیت این شهر بالغ بر ۱۲۷٬۸۸۰ نفر اعلام شده‌است.
این شهر در سال ۱۸۰۷ توسط تجار عرب شکل گرفت و تبدیل به مرکزی برای خرید و فروش برده شد.

## آب و هوا
| داده‌های اقلیم Tabora    | داده‌های اقلیم Tabora | داده‌های اقلیم Tabora | داده‌های اقلیم Tabora | داده‌های اقلیم Tabora | داده‌های اقلیم Tabora | داده‌های اقلیم Tabora | داده‌های اقلیم Tabora | داده‌های اقلیم Tabora | داده‌های اقلیم Tabora | داده‌های اقلیم Tabora | داده‌های اقلیم Tabora | داده‌های اقلیم Tabora | داده‌های اقلیم Tabora |
| ماه                     | ژانویه               | فوریه                | مارس                 | آوریل                | مه                   | ژوئن                 | ژوئیه                | اوت                  | سپتامبر              | اکتبر                | نوامبر               | دسامبر               | سال                  |
| ----------------------- | -------------------- | -------------------- | -------------------- | -------------------- | -------------------- | -------------------- | -------------------- | -------------------- | -------------------- | -------------------- | -------------------- | -------------------- | -------------------- |
| میانگین بیش‌ترین °C (°F) | ۲۸ (۸۲)              | ۲۸ (۸۳)              | ۲۸ (۸۳)              | ۲۸ (۸۲)              | ۲۸ (۸۳)              | ۲۸ (۸۳)              | ۲۸ (۸۳)              | ۲۹ (۸۵)              | ۳۲ (۸۹)              | ۳۲ (۹۰)              | ۳۱ (۸۸)              | ۲۸ (۸۳)              | ۲۹ (۸۴٫۵)            |
| میانگین کم‌ترین °C (°F)  | ۱۷ (۶۳)              | ۱۷ (۶۳)              | ۱۸ (۶۴)              | ۱۷ (۶۳)              | ۱۷ (۶۲)              | ۱۵ (۵۹)              | ۱۴ (۵۸)              | ۱۶ (۶۰)              | ۱۷ (۶۳)              | ۱۹ (۶۶)              | ۱۹ (۶۶)              | ۱۸ (۶۴)              | ۱۷ (۶۲٫۶)            |
| بارندگی سانتی‌متر (اینچ) | ۱۳ (۵)               | ۱۲ (۴٫۹)             | ۱۷ (۶٫۶)             | ۱۴ (۵٫۴)             | ۳ (۱٫۱)              | ۰ (۰٫۱)              | ۰ (۰)                | ۰ (۰)                | ۱ (۰٫۳)              | ۲ (۰٫۶)              | ۱۰ (۳٫۹)             | ۱۷ (۶٫۷)             | ۸۹ (۳۴٫۶)            |
| منبع: Weatherbase       |                      |                      |                      |                      |                      |                      |                      |                      |                      |                      |                      |                      |                      |